# Keiichi Tsuchiya

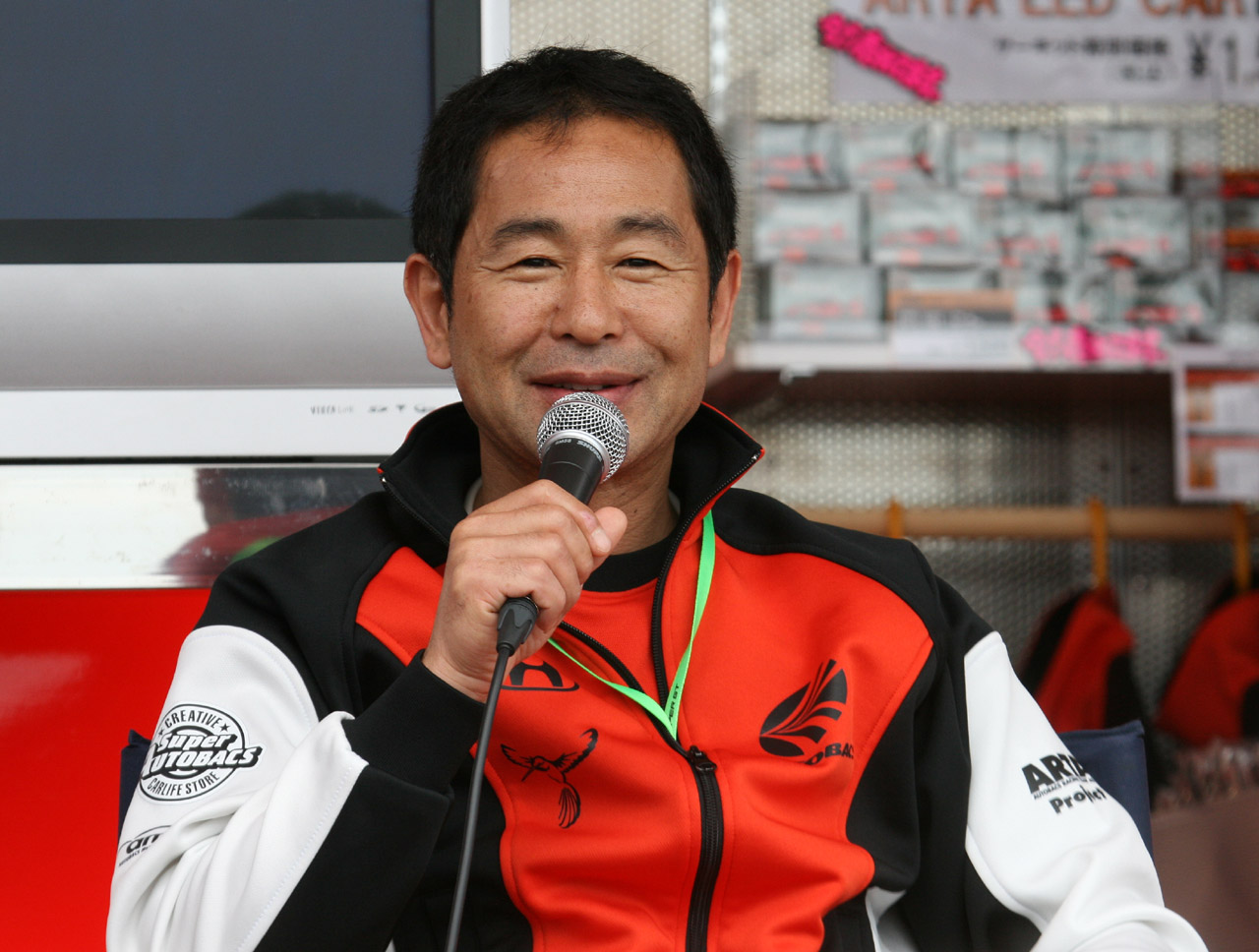
Keiichi Tsuchiya (2008)

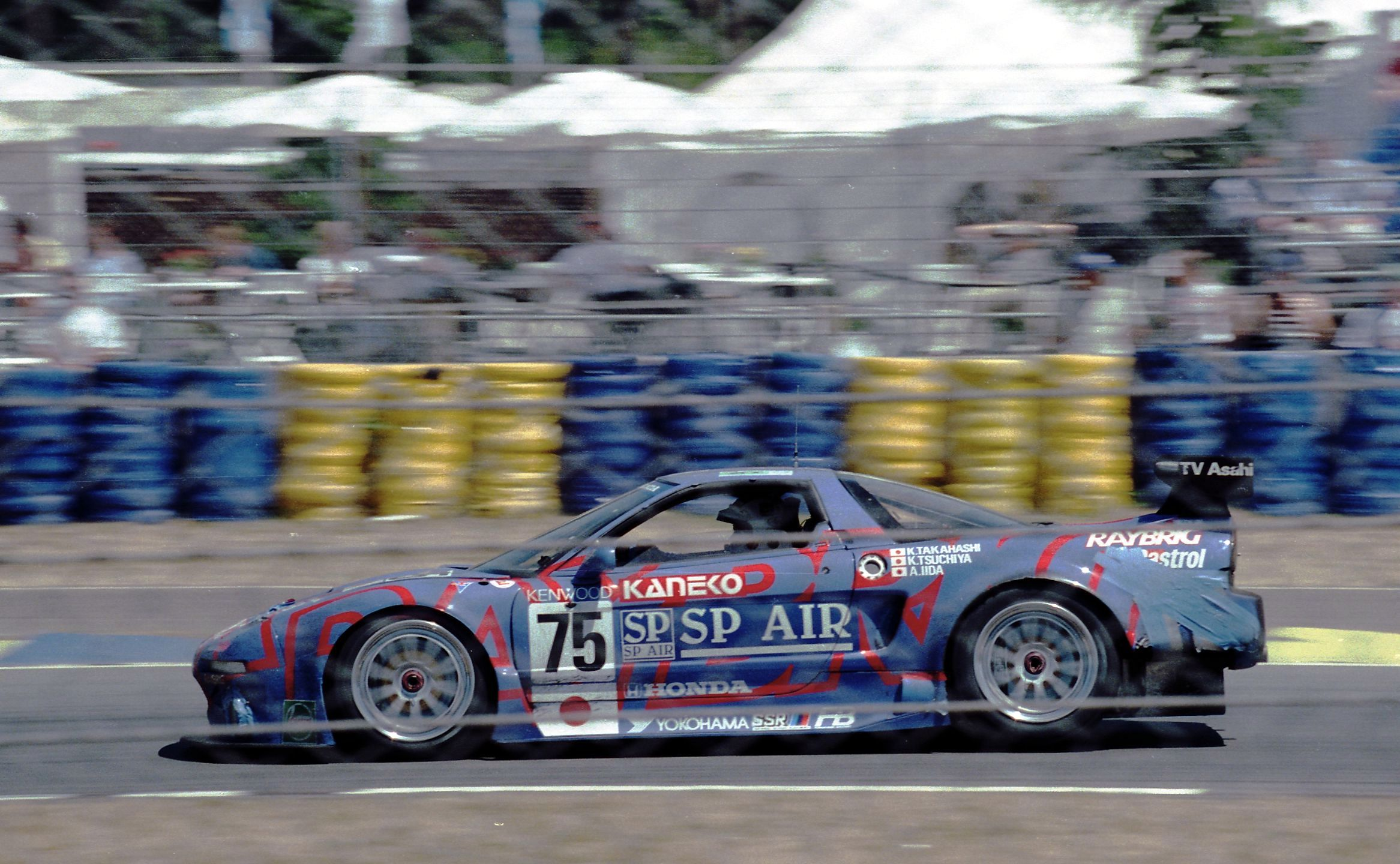
Der von Keiichi Tsuchiya gefahrene Honda NSX beim 24-Stunden-Rennen von Le Mans 1996

Keiichi Tsuchiya (土屋圭市 Tsuchiya Kei'ichi; * 30. Januar 1956 in Tōmi Nagano) ist ein ehemaliger japanischer Automobilrennfahrer. Wegen seiner unkonventionellen Drifts ist Tsuchiya bekannt als der Drift King oder Dorikin (ドリキン) und verhalf dem Driftsport weltweit zu einer ungeahnten Popularität. Des Weiteren ist Tsuchiya auch für das Befahren von sogenannten Touge-Strecken bekannt. Das von ihm am häufigsten verwendete Fahrzeug ist ein Toyota AE86 Sprinter Trueno (in Japan auch als „Hachi-Roku“ bekannt, was „acht sechs“ bedeutet). Ein Video namens „Pluspy“ dokumentiert das Befahren Tsuchiyas von Touge-Pässen mit seinem AE86.

## Biografie
Tsuchiya startete seine Karriere 1977 in der Fuji Freshman Series. Im Gegensatz zu einem Großteil der Fahrer, die entweder reiche Familien oder einen Motorsport-Hintergrund hatten, lernte Tsuchiya seine Fahrtechnik auf öffentlichen Straßen und wurde so schnell zu einer Streetracing-Legende.

### Rennkarriere

#### Nationale Meisterschaften
Er startete in der Japanischen Formel-3-Meisterschaft sowie in der Japanischen Tourenwagen-Meisterschaft. Anfangs noch einen Ford Sierra RS Cosworth fahrend, stieg er später auf einen Nissan Skyline GT-R um und nahm damit an der Gruppe-A Meisterschaft teil. Des Weiteren fuhr er einen Honda Civic in der Supertourenwagenmeisterschaft.

#### Le Mans
1995 konnte Tsuchiya in einem Honda NSX einen Klassensieg beim 24-Stunden-Rennen von Le Mans einfahren und den achten Gesamtplatz herausfahren. 1999 startete er in einem Toyota GT-One. Trotz eines unverschuldeten Crashes seines Teamkollegen Ukyo Katayama in der letzten Stunde des Rennens konnte das Team noch den zweiten Platz und die schnellste Runde des gesamten Rennens herausfahren.

#### NASCAR
Tsuchiya startete in den Jahren 1995 bis 1998 in mehreren NASCAR-konformen Rund-und-Ovalstreckenrennen, u. a. beim Suzuka Thunder 100, dem Coca-Cola 500K am Twin Ring Motegi sowie am California Speedway.

### Nach dem Rücktritt
Nach seinem Rücktritt als aktiver Rennfahrer blieb Tsuchiya weiterhin dem Rennsport erhalten und war maßgeblich bei der Gründung und Organisation des D1 Grand Prix, der ersten professionellen Drift-Serie der Welt beteiligt. Hierbei war er auch in der Rolle des Richters seit Beginn der Serie 1999 bis Dezember 2010 tätig. Des Weiteren war er bis 2005 Teamdirektor des ARTA JGTC Teams in der GT500- und GT300-Klasse der Japanischen GT-Meisterschaft, der heutigen Super GT. Tsuchiya besaß bis 2005 den Fahrwerkshersteller Kei Office, welchem er auch seinen typisch grünen Fahreroverall und den Helm zu verdanken hat.
Tsuchiya ist Gastgeber sowie Moderator in mehrerer Videomagazinen, u. a. Best Motoring, Hot Version, Video Option und Drift Tengoku. Thema sind meistens japanische Fahrzeuge und deren Tuningmöglichkeiten sowie Driften und die D1 Grand Prix Serie generell. Des Weiteren arbeitete er auch an den beiden Anime Initial D und Wangan Midnight mit, in denen er teilweise selbst vorkommt. Seit 1995 kommentiert Tsuchiya vereinzelt Formel-1-Rennen für den japanischen Sender Fuji TV.
Tsuchiya hat einen Cameo-Auftritt als Fischer in dem Film The Fast and the Furious: Tokyo Drift im Hafen, wo der Protagonist das Driften übt. Er kommentiert die Versuche mit „カウンターステアが遅いだな？“ („Dein Gegensteuern kommt zu spät“). Er war an dem Film auch als Stunt-Koordinator und Stuntman beteiligt.

## Statistik

### Le-Mans-Ergebnisse
| Jahr | Team                 | Fahrzeug               | Teamkollege         | Teamkollege   | Platzierung            | Ausfallgrund |
| ---- | -------------------- | ---------------------- | ------------------- | ------------- | ---------------------- | ------------ |
| 1994 | Kremer Honda Racing  | Honda NSX              | Kunimitsu Takahashi | Akira Iida    | Rang 18                |              |
| 1995 | Team Kunumitsu Honda | Honda NSX              | Kunimitsu Takahashi | Akira Iida    | Rang 8 und Klassensieg |              |
| 1996 | Team Kunumitsu Honda | Honda NSX              | Kunimitsu Takahashi | Akira Iida    | Rang 16                |              |
| 1997 | Team Lark McLaren    | McLaren F1 GTR         | Akihiko Nakaya      | Gary Ayles    | Ausfall                | Unfall       |
| 1998 | Toyota Motorsports   | Toyota GT-One          | Toshio Suzuki       | Ukyō Katayama | Rang 9                 |              |
| 1999 | Toyota Motorsports   | Toyota GT-One          | Toshio Suzuki       | Ukyō Katayama | Rang 2 und Klassensieg |              |
| 2000 | TV Ashai Team Dragon | Panoz LMP-1 Roadster S | Masahiko Kondō      | Akira Ida     | Rang 8                 |              |